# Chupa Chups

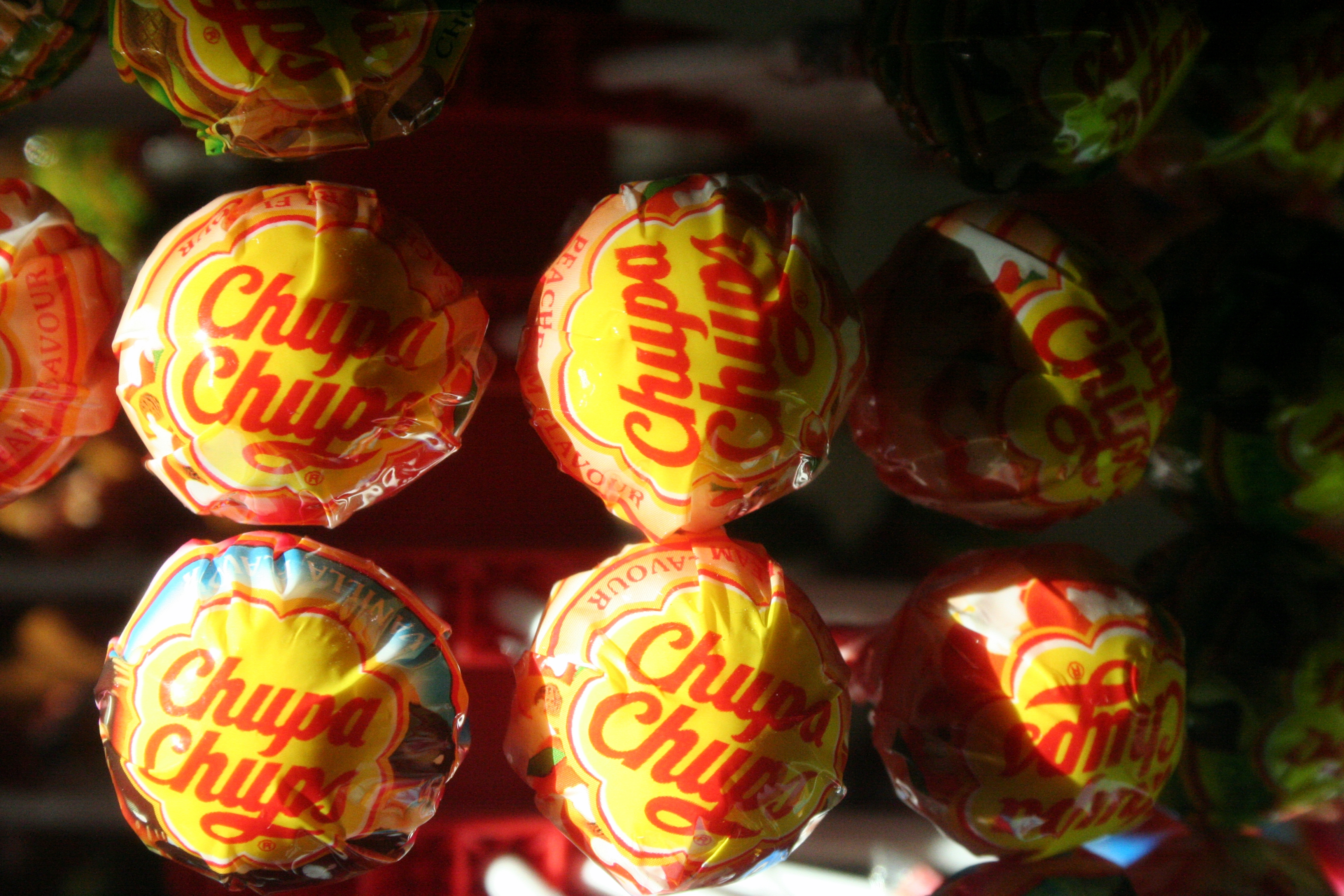
Chupa Chups

Chupa Chups, S. A  es una empresa española con sede en Barcelona dedicada a la fabricación y venta de caramelos con palo. Fue fundada por el español Enric Bernat en 1958 en Villamayor (Asturias). La compañía pertenece al grupo italiano Perfetti Van Melle desde 2006.

## Historia
En 1950 Enric Bernat, nieto del confitero Josep Bernat, decidió continuar con el oficio familiar y, a los veintiséis años, fundó la empresa Productos Bernat, con Nuria Serra, que era hija de un confitero de Barcelona. La empresa estaba especializada en la elaboración de peladillas. En 1954 el empresario Domingo Massanes le propuso hacerse cargo del grupo Granja Asturias, dedicado a la fabricación de productos relacionados con la manzana. En 1958 controlaba el 100% del capital de Granja Asturias. Ese año encargó un estudio a una consultora francesa sobre los hábitos de consumo de caramelos. Este indicaba que el 67% de los consumidores tenía menos de 16 años y que los niños se ensuciaban las manos cuando se sacaban el caramelo de la boca. Posteriormente, reprodujo el caramelo redondo en un palo, que en 1924 inventó IC Bar de la Compañía americana de Bellevue (Ohio), Akron Candy Co., al que puso el nombre de Dum-Dums, y que a día de hoy se siguen fabricando. Al principio el palo era de madera, pero luego se cambió por uno de plástico. Para asegurarse reducir la competencia en España, compró las patentes españolas de productos parecidos en 1959.
En 1958 comenzó a venderse como Chups. En 1961 se le cambió el nombre por el de Chupa Chups.
En 1964 la empresa asturiana pasó a llamarse Chupa Chups. En 1967 abrieron la fábrica de San Esteban de Sasroviras, en la provincia de Barcelona.
En los años 60 la marca tenía el eslogan «Es redondo y dura mucho, Chupa Chups».
En 1969 la empresa abrió una fábrica en Bayona (Francia). El producto empezó a venderse en Japón en 1977, en Estados Unidos en 1980, en Alemania en 1982, en Rusia en 1989, en China en 1994 y en México en 1996. En 2013 se vendía en 108 países.
Uno de sus principales mercados es Rusia. En 1991 se inauguró la fábrica de Chupa Chups en San Petersburgo, Rusia. En 1997, Juan Carlos I viajó a Moscú y celebró las 1 000 millones de unidades vendidas en ese país.
Los astronautas rusos llevaron Chupa Chups en 1995 a la estación espacial Mir, convirtiéndose así en el primer caramelo consumido en el espacio.
En 1994 abrieron una fábrica en Shanghái, China. En 1996 abrieron una fábrica en Toluca, México.
Personajes como Johan Cruyff, Rivaldo, Mariah Carey, Spice Girls, Harrison Ford, Esther Cañadas, Giorgio Armani, Jorge Lorenzo, han protagonizado campañas y se les ha visto en lugares públicos saboreando Chupa Chups. En la serie de televisión de 1973, el actor Telly Savalas interpretaba al teniente Kojak de la policía de Nueva York consumiendo estos caramelos con palo.
A partir del año 2000, fueron bajando las ventas de los productos, lo que conllevó continuas pérdidas. Sufrió un cambio de la dirección de la compañía y una reestructuración. En julio de 2006 fue comprada por la empresa Italo-holandesa Perfetti Van Melle.
En 2003 cerró la fábrica que tenía en Bayona (Francia). En enero de 2011 cerró la fábrica que tenía en Villamayor.
En 2008, para conmemorar los cincuenta años de la marca, Chupa Chups organizó un concierto con la MTV en Barcelona en el que estuvo Katy Perry.

## Logotipo de Salvador Dalí
En 1968 Bernat se trasladó a Figueras (Gerona) para encargar al artista surrealista Salvador Dalí la realización del imagotipo de la compañía. Dalí tardó menos de una hora en diseñarlo, con forma de margarita amarilla. Al imagotipo se le realizaron algunas modificaciones a finales de los años 80.

## Smint
La empresa fue heredada en 1991 por los hijos de Bernat: Xavier, Ramón, Marcos, Marta y Nina. A comienzos de los años 90 la compañía adquirió dos fábricas: una en Alicante, que producía un caramelo de regaliz mentolado llamado Smint, y otra en Zaragoza, que producía caramelos pequeños. La empresa decidió combinar ambos productos, creando en 1994 el caramelo pequeño mentolado con xylitol llamado Smint.